# BepiColombo
BepiColombo este o misiune comună a Agenției Spațiale Europene (ESA) și Agenției de Explorare Aerospațială a Japoniei (JAXA) cu destinația Mercur. Misiunea cuprinde doi sateliți lansați împreună: Mercury Planetary Orbiter (MPO) și  Mio (Mercury Magnetospheric Orbiter, MMO). Misiunea va efectua un studiu cuprinzător asupra planetei Mercur, incluzând caracterizarea câmpului său magnetic, a magnetosferei și a structurii interioare și a suprafeței.  A fost lansat de pe racheta Ariane 5 la 20 octombrie 2018 la 01:45 UTC, cu o sosire planificată la Mercur pentru decembrie 2025, după un survol al Pământului, două survoluri ale planetei Venus și șase survoluri ale lui Mercur. Misiunea a fost aprobată în noiembrie 2009, după ani de zile de propuneri și planificări, în cadrul programului Agenției Spațiale Europene „Horizon 2000+” ; este ultima misiune a programului lansat. Costul total al msiunii este estimat la 2 miliarde $.

## Nume
BepiColombo este numit după Giuseppe "Bepi" Colombo (1920–1984), un om de știință, matematician și inginer la Universitatea din Padova, Italia, care a propus pentru prima dată manevra de asistență gravitațională interplanetară folosită de misiunea Mariner 10, o tehnică folosită acum frecvent de sondele planetare.
Mio, numele pentru „Mercury Magnetospheric Orbiter” a fost selectat din mii de sugestii de publicul japonez. În limba japoneză, Mio înseamnă o cale navigabilă și, potrivit JAXA, simbolizează reperele de cercetare și dezvoltare atinse până acum și dornța pentru o călătorie sigură înainte. JAXA a spus că nava spațială va călători prin vântul solar la fel ca o navă care călătorește prin ocean.

## Misiune
Misiunea implică trei componente, care se vor separa în nave spațiale independente la sosirea lor la planeta Mercur.
- Modulul transportator (Mercury Transfer Module; MTM) pentru propulsie, construit de ESA
- Sonda Mercury Planetary Orbiter (MPO) construit de ESA
- Sonda Mercury Magnetospheric Orbiter (MMO) sau Mio construit de JAXA

În timpul lansării și a fazei de croazieră, aceste trei componente sunt unite formând Mercury Cruise System (MCS).
Contractorul principal pentru ESA este Airbus Defense and Space. ESA este responsabilă pentru misiunea generală, proiectarea, asamblarea și testarea propulsiei și a modulelor MPO și cu lansarea. Cele două sonde au fost lansate împreună cu succes la 20 octombrie 2018, cu zborul Ariane VA245. Nava spațială va avea o croazieră interplanetară de șapte ani către Mercur, folosind propulsie solar-electrică și asistența gravitațională a planetelor Pământ, Venus și Mercur. Stația Cebreros al ESA este planificată să fie instalația principală la sol pentru comunicații în toate fazele misiunii.
Programată să ajungă pe orbita lui Mercur la 5 decembrie 2025, sateliții Mio și MPO se vor separa și vor observa Mercur în colaborare timp de un an, cu o posibilă prelungire de un an. Sondele sunt echipate cu instrumente științifice furnizate de diverse țări europene și Japonia. Misiunea va analiza nucleul din fier solid și lichid (3⁄4 din raza planetei) și va determină mărimea fiecăruia. MPO va alcătui o hartă globală a structurii chimice și a elementelor geologice de la suprafața lui Mercur, în timp ce Mio va analiza structura internă și câmpul magnetic al planetei. Rusia a furnizat spectrometre cu raze gamma și neutroni pentru a verifica existența gheții în craterele polare care sunt permanent în umbră.
Mercur este prea mic și fierbinte pentru ca gravitația sa să rețină orice atmosferă semnificativă pe perioade lungi de timp, dar are un fel de mini-atmosferă, numită exosferă. Aceasta este compusă din hidrogen, heliu, oxigen, sodiu, calciu,  potasiu și alte urme de elemente. Exosfera sa nu este stabilă, deoarece atomii sunt pierduți continuu și completați dintr-o varietate de surse. Misiunea va studia compoziția și dinamica exosferei, inclusiv generarea și scurgerea ei.

### Obiective
Principalele obiective ale misiunii sunt:
- Studiază originea și evoluția unei planete apropiate de steaua ei
- Studiază forma, interiorul, structura, geologia, compoziția și craterele planetei Mercur
- Investighează compoziția și dinamica exosferei lui Mercur, inclusiv generarea și scurgerea ei
- Studiază magnetosfera lui Mercur - structura și dinamica
- Cercetează originea câmpului magnetic al lui Mercur
- Verifică teoria relativității generale a lui Einstein prin măsurarea cu mare acuratețe a parametrilor gamma și beta a formalismului post-newtonian parametrizat.[16][17]